# Peligrosos Gorriones (álbum)
Peligrosos Gorriones es el nombre del primer álbum de estudio de la banda argentina homónima. Fue producido por Zeta Bosio y lanzado en el año 1993 por el sello DG Discos. Con este álbum la banda se lanzó al mercado internacional: "El bicho reactor" y "Escafandra" (que alcanzó el puesto 13º en el Top20 de la MTV) los consagró en las encuestas como la Banda Revelación y fue un gran éxito tanto de ventas como de crítica. En el año 2013, la revista Rolling Stone de Argentina lo ubicó en el puesto 75.º de su lista de los 100 mejores álbumes del rock argentino.

## Grabación
Provenientes de la ciudad de La Plata a principios de los noventa e integrantes del denominado “nuevo rock” argentino junto a otros grupos contemporáneos como Babasonicos y Los Brujos aparecieron con mucha fuerza los Peligrosos Gorriones. Con el bajista y vocalista Francisco Bochatón como principal figura y sostén compositivo el grupo proveniente de la ciudad de las diagonales fue uno de los actos alternativos más innovadores de la década del noventa. Con la producción del bajista de Soda Stereo Zeta Bossio lanzarían su álbum debut homónimo en 1993 con una interesante repercusión sobresaliendo piezas innovadoras que obtuvieron repercusión internacional como “El Bicho Reactor”, “Siempre Acampa”, “Rayo de Amor” y “Escafandra” (que alcanzó puestos de vanguardia en el Top20 de MTV Latinoamérica, algo muy importante para abrir mercados internacionales en esa época). El disco les generó reconocimientos también dentro de su propio país, el suplemento joven Si del diario de tirada más importante de Argentina, Clarín, los consagró como grupo revelación de 1993. Lamentablemente la ascendente carrera de los Peligrosos Gorriones duraría un par de discos más hasta su separación en 1998 lo que desencadenó una prolífera carrera solista que continúa en la actualidad de su integrante más valioso y creativo Francisco Bochatón.

Con su primer álbum, los Peligrosos Gorriones –una de las tantas joyas del inagotable filón platense– se postularon para traducir al castellano aquella fiebre alternativa que dominaba el mundo anglosajón a principio de los 90, y se convirtieron así en figuras de aquel fugaz Nuevo Rock Argentino. Las letras desarticuladas, deudoras de Girondo de Francisco Bochatón aportaban el factor irreverente al estilo del grupo, cercano al noise y el grunge pero a la vez único. Allá por 1993, mirar media hora de MTV y no pescar el video de "Escafandra" era tan difícil como sintonizar hoy ese canal y no enganchar un reality. Uno de los mejores discos debut de los años 90.
Nota de la Rolling Stone de los 100 mejores discos del rock nacional.

## Lista de canciones
Todas las canciones escritas y compuestas por Francisco Bochatón, excepto donde se indica. 
| N.º   | Título                                               | Duración |  |
| 1.    | «Escafandra» (Francisco Bochatón/Guillermo Coda)     | 2:57     |  |
| 2.    | «Trampa»                                             | 3:07     |  |
| 3.    | «Tesoro»                                             | 2:47     |  |
| 4.    | «El Bicho Reactor»                                   | 2:11     |  |
| 5.    | «Rayo de Amor»                                       | 2:41     |  |
| 6.    | «Panza de la Araña»                                  | 2:53     |  |
| 7.    | «Siempre Acampa»                                     | 3:46     |  |
| 8.    | «Un Ardiente Beso»                                   | 3:36     |  |
| 9.    | «La Mordida»                                         | 3:01     |  |
| 10.   | «Nuestros Días»                                      | 3:10     |  |
| 11.   | «Estos Pies»                                         | 4:39     |  |
| 12.   | «Honda Congoja y Pesar»                              | 1:57     |  |
| 13.   | «Cachavacha» (Francisco Bochatón/Martín Karakachoff) | 1:53     |  |
| 14.   | «Cacería de Caballos»                                | 1:42     |  |
| 40:23 |                                                      |          |  |

## Personal
- Francisco Bochatón: bajo y voz.
- Guillermo Coda: guitarra eléctrica.
- Rodrigo Velázquez: batería y percusión.
- Martín "Cuervo" Karakachoff: teclados y sintetizadores.

## Ficha técnica
- Grabado en Estudios Panda durante julio y agosto de 1993.
- Técnico de grabación: Eduardo Bergallo.
- "Un ardiente beso" y "Honda conja y pesar" remixados por Julio Presas.
- "Tesoro" remixado por Mariano Lopez.
- Masterizado por Ricardo Trollo y Zeta Bossio en Estudios Panda.
- Producción artística: Zeta Bossio.
- Producción ejecutiva: Fernando Marino para DG discos.
- Fotógrafos: Ulises Valenzuela y Gonzalo Calvelo.
- Diseño: Carlos A. Diaz.
- Mánager: Alejandro Almada.